# マルタ・ア・ダンマーク
マルタ・ア・ダンマーク（デンマーク語：Märta af Danmark, スウェーデン語：Märta av Danmark, 1277年 - 1341年3月2日）は、スウェーデン王ビルイェルの妃。もとの名はマルグレーテ・エリクスダッタ（デンマーク語：Margrete Eriksdatter）であったが、スウェーデンではマルタとよばれ、歴史上でもこの名で知られている。政治的に影響力を持っていた王妃であり、「ホトゥナレーケン（Håtunaleken）」および「ニュヒェーピングの晩餐（Nyköpings gästabud）」とよばれる出来事において重要な役割を果たした。

## 生涯

### 生い立ち
マルタはデンマーク王エーリク5世とアグネス・フォン・ブランデンブルクの娘で、エーリク6世の妹である。1282年、デンマーク王とスウェーデン王の間で平和的な関係が復活し、マルタとスウェーデンの王位継承者ビルイェルとの結婚が合意された。1284年に親族同士の結婚に必要な教皇の特免状を得ることができた。さらに、デンマークとスウェーデンの間の同盟は、1288年にヘルシンボリにおいて兄エーリク6世とインゲボリ・マグヌスドッテルの結婚が合意されたことにより強化され、この結婚は1296年に行われた。
『エリクの年代記』によると、マルタは婚約の後にデンマークを離れ、結婚式までスウェーデンの宮廷で過ごした。マルタがいつデンマークを去ったかは正確には不明であるが、1286年の父エーリク5世の死より前に去った可能性が高いと考えられている。

## 王妃として
マルタとビルイェルとの結婚式は1298年11月25日にストックホルムで行われた。結婚式の祝典は、騎士の行列、貴族による演劇、王が弟たちに公位を与えるなど、非常に手の込んだものであったといわれる。マルタは1288年に花嫁の誘拐に関与したとして逮捕された貴族マグヌス・アルゴットソンの解放以外に寡婦財産を求めなかったため賞賛された。いずれにせよ、マルタは1300年に個人の領地として、フィエドゥルンダランド（西ウップランド）とエンシェーピングからなる寡婦財産を与えられた。マルタは1302年12月2日にセーデルシェーピングにおいてスウェーデン王妃として戴冠した。
マルタとビルイェルは一緒に育てられた。2人の結婚は幸せなものであったといわれており、マルタはビルイェルと国政に大きな影響力を持っていたとみられ、政治に積極的に関与したとされている。1304年、マルタと義姉インゲボリは、クネレドまたはファゲルダーラにおいて行われたビルイェルと兄エーリク6世との会談に出席した。この時にマルタの長男マグヌスが王位継承者であると宣言された。
1306年9月29日、マルタとビルイェルは祝祭に招待された後、「ホトゥナレーケン（Håtunaleken）」とよばれる出来事において王弟エリクとヴァルデマールに捕らえられ、ニュヒェーピング城に幽閉され、エリクらが権力を掌握した。マルタの長男で継承者のマグヌスはデンマークに逃げることができたが、他の息子2人と娘1人は国王夫妻と一緒に投獄された。翌年、兄であるデンマーク王エーリク6世と義弟エリクらとの間の条約により、エリクらはマルタの寡婦財産を保証し、1308年にマルタとビルイェルは釈放された。
伝えられるところによると、マルタは1317年の有名なニュヒェーピングの晩餐会で重要な役割を果たした。そこでは王と王妃がエリクらに報復を行うため、エリクらを祝祭に招待した。その後、エリクらは投獄され、地下牢で死去した。実際に、マルタは陰謀を計画したとされている。『エリクの年代記』によれば、マルタと国王の側近ヨハン・ブルンコフがエリクらの逮捕を行い、また、リューベックの年代記はマルタが兄であるデンマーク王の支援を受けてビルイェルに影響を与えたとしている。『エリクの年代記』は、マルタが義理の弟を実の弟であるかのように愛しているように見せかけ迎えたとしている。年代記は、マルタが祝祭に参加した時のことについて記している：「誰もが屋内から屋外にいたるまで踊っていた。王妃はこれまでにこれほど幸せそうに見えたことはなかった」。マルタの機嫌の良さは、祝祭の最中にエリクらを捕まえる計画を知っており、マルタとビルイェルが「ホトゥナレーケン（Håtunaleken）」への復讐を行うことに対する興奮によるものであったとされている。
しかし、エリクらの殺害は1318年のエリクらの未亡人の軍隊との衝突につながり、王の軍隊は敗北し、マルタとビルイェルはゴットランド島に逃げ、そこからさらに子供たちと一緒にデンマークのシェラン島に亡命し、エリクの息子マグヌス4世がスウェーデン王と宣言された。

### 亡命

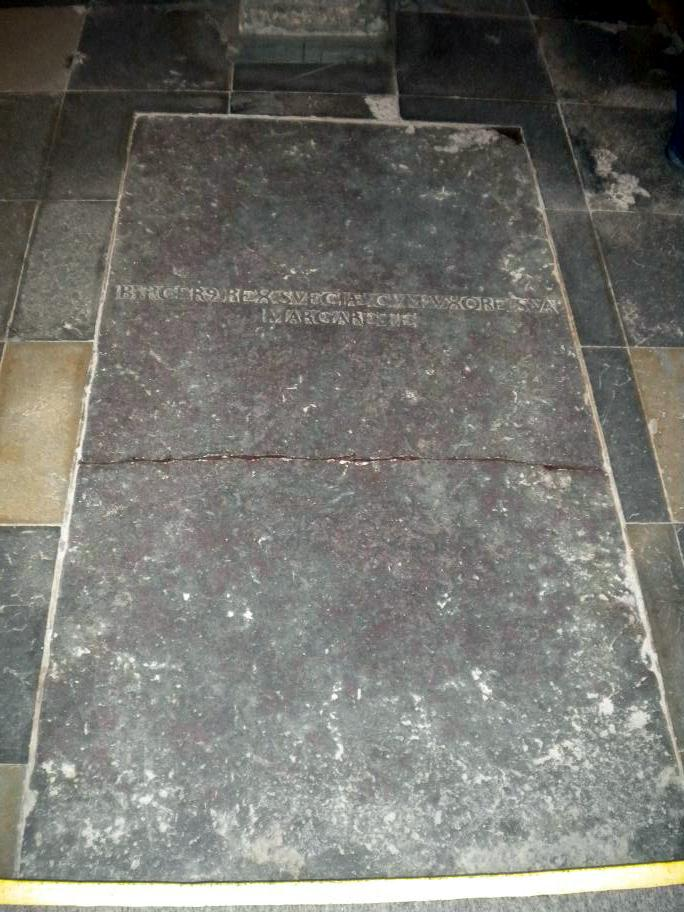
リングステズの聖ベント教会にあるマルタと夫ビルイェルの墓石（実際の墓所の位置には置かれていない）

1318年9月4日、デンマーク王エーリク6世はマルタの収入源としてユトランド半島にある荘園ヤルップを与えた。翌年に兄エーリク6世が死去し、次兄クリストファ2世が後を継いでデンマーク王となったが、クリストファ2世が以前にエーリク6世と対立してビルイェルの弟エリクらの側に付いていたため、兄との関係は良好ではなかったと伝えられている。クリストファ2世は、マルタとビルイェルにシェラン島のスケルスクーアにある荘園シュペガーボルグを2つの小教区とともに与えた。
マルタの夫ビルイェルは1321年に死去した。マルタは1326年にドイツに追放されたクリストファ2世に同行することを余儀なくされ、3年間帰国できなかった。1329年、マルタは財産の返還を保証された。1332年にクリストファ2世が死去し、デンマーク王位は空位時代によって中断された。この数年間のマルタについては何も知られていないが、晩年のある時点で、マルタはシェラン島のネストヴェズにある聖ペテロ修道院に引退した。
マルタの次男は1319年に亡命中に死去した。1320年、長男マグヌスはスウェーデンに戻り、そこで処刑された。このため、年代記では国王夫婦の2人の娘であるアグネスとカタリーナについてのみ言及されている。末娘のカタリーナについては何も知られておらず、長女のアグネスについて知られている唯一のことは、デンマーク王が1344年にアグネスの扶養費としてスランゲルプ修道院に土地を寄贈したことであった。
マルタは1341年に死去し、リングステズの聖ベント教会に埋葬された。

## 子女
- マグヌス（1300年 - 1320年） - スウェーデンで処刑された
- エリク（1319年没） - ウプサラの助祭長、亡命中に死去。
- アグネス（1344年以降没） - スランゲルプ修道院の修道女
- カタリーナ（1320年以降没）